# Matter + Form
Matter + Form è il quinto album del duo britannico VNV Nation, uscito nel 2005 per la Metropolis Records. L'album, rispetto ai predecessori, incorpora in diverse tracce elementi tipici della musica rock, specialmente nelle batterie, molto più reali e meno elettroniche. Musicalmente, il prodotto verte notevolmente verso sonorità molto orecchiabili e di facile ascolto tendendo a rinunciare a elementi EBM che invece erano presenti maggiormente nei precedenti album.
L'album è stato co-prodotto dal dj tedesco di musica trance, DJ Humate.
La traccia Chrome è stata pubblicata come singolo il 7 marzo 2005.

## Tracce
1. Intro
2. Chrome
3. Arena
4. Colours of Rain
5. Strata
6. Interceptor
7. Entropy
8. Endless Skies
9. Homeward
10. Lightwave
11. Perpetual